# 丸の内パークビルディング
丸の内パークビルディング（まるのうちパークビルディング）は、東京都千代田区丸の内二丁目に所在する、三菱地所保有のオフィスビル。

## 概要
三菱地所は、1998年（平成10年）から東京駅西側の丸の内地区を中心とした再開発に取り組んでおり、2008年（平成20年）までの10年間を「第1ステージ」と位置づけて、丸ノ内ビルヂング（丸ビル）、新丸ノ内ビルヂング（新丸ビル）等を超高層ビルに建て替えてきた。
これに続く2008年から10年にわたる「第2ステージ」の第1弾として、三菱商事ビルヂング・古河ビルヂング・丸ノ内八重洲ビルヂングの跡地を利用して本物件を建設した。容積率は基本の1,300パーセントに加え、東京駅の130%、都市再生特別地区に基づく三菱一号館美術館の文化施設としての100%、地域冷暖房プラントの設置による35%をそれぞれ積み増しての合計1,565%となっている。
地下1階から地上4階までは商業ゾーンとして、それより上の階はオフィスとして利用され、日本製鉄、三菱商事、森・濱田松本法律事務所などの本社・本部が入居している。

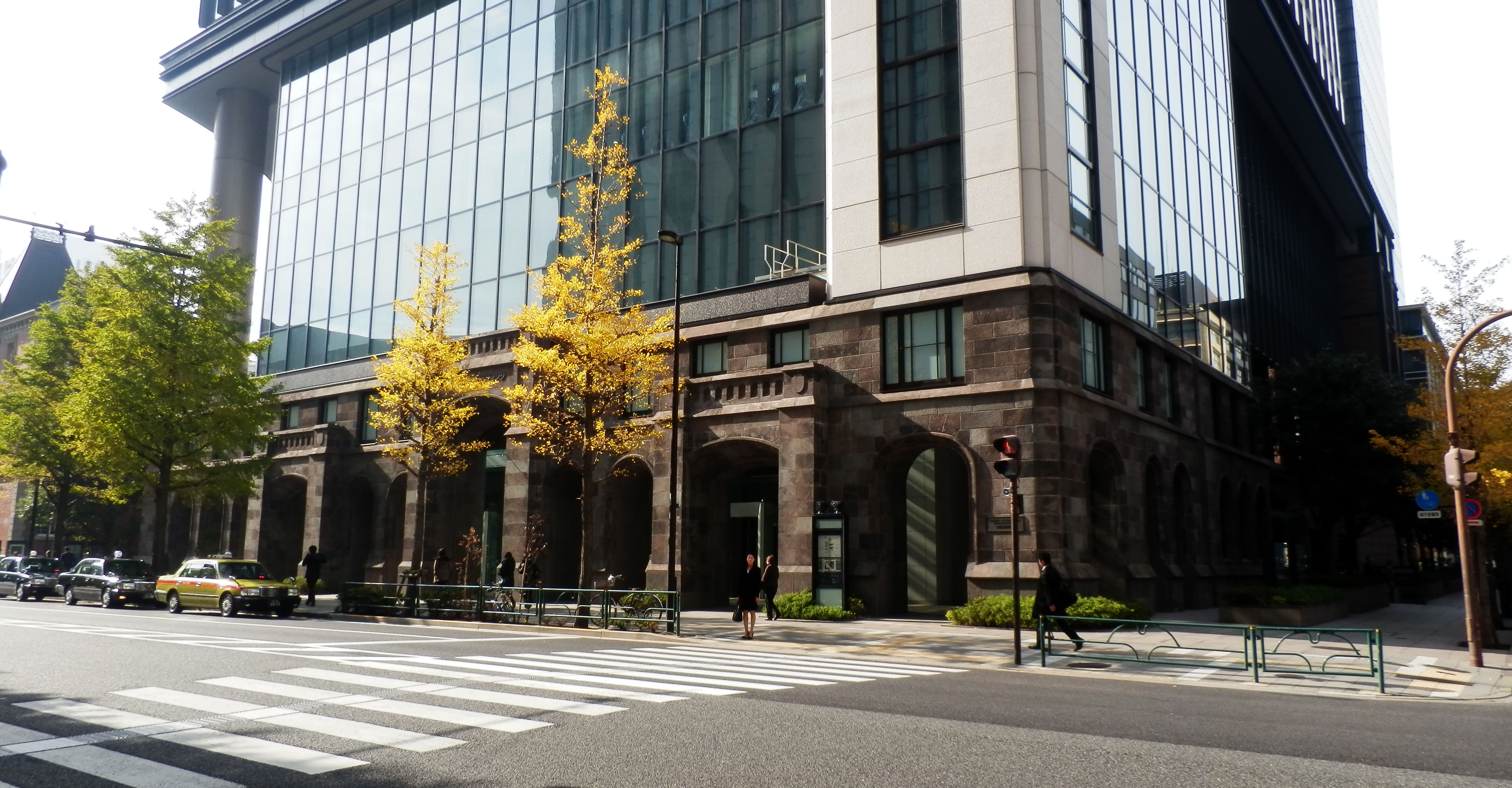
ファサード保存された丸ノ内八重洲ビルの一部

解体された丸ノ内八重洲ビルは日本建築家協会が保存要望書を三菱地所に提出していた1928年（昭和3年）竣工の近代建築であるため、一部がファサード保存され丸の内パークビルディングの外壁として保存・活用された。
敷地内には、1894年（明治27年）に竣工した後、文化庁が重要文化財指定を検討する中、1968年（昭和43年）に三菱地所が抜き打ちに解体したジョサイア・コンドル設計の丸の内最初のオフィスビル「三菱一号館」を復元している。三菱一号館は免震装置を設置した上に230万個の煉瓦を使用し再現され、「三菱一号館美術館」として利用される。また丸の内パークビルディングと三菱一号館美術館の間には「一号館広場」と名づけられた中庭が設けられ、オープンカフェや植え込みが配置されている。

## 丸の内ブリックスクエア
丸の内パークビルディング地下1階から4階、低層棟（アネックス）、三菱一号館、一号館広場からなる商業ゾーンは総称として丸の内ブリックスクエアと名付けられている。
商業ゾーン概要
店舗総数 36店舗
店舗面積合計 約6,610平方メートルm2
フロア構成
地下1階 レストランゾーン
1階 ショッピングゾーン
2階 レストランゾーン
3階 レストランゾーン
4階 サービスゾーン（フィットネスクラブ）
三菱一号館
美術館、カフェ、ミュージアムショップ

## 脚註
1. 1 2 3 4 5 6 7 8 9 10 11 12 13 14  タワーシティ 超高層のあるまち 2013, p. 160.
2. ↑  『「新丸の内ビルディング」 2007年4月27日（金）グランドオープン』（プレスリリース）三菱地所株式会社、2006年11月27日。2016年12月22日閲覧。
3. ↑  『～丸の内再構築「第2ステージ」の第1弾プロジェクト～ 三菱商事ビル・古河ビル・丸ノ内八重洲ビル建替計画について』（プレスリリース）三菱地所株式会社、2006年6月1日。2016年12月22日閲覧。
4. ↑  『丸の内再構築「第2ステージ」の第1弾プロジェクト-『丸の内パークビルディング』・『三菱一号館』建物名称決定,並びに着工のお知らせ』（プレスリリース）三菱地所株式会社、2007年2月1日。2016年12月22日閲覧。
5. ↑  「丸の内八重洲ビル」の保存活用に関する要望書 日本建築家協会 2005年10月11日付
6. ↑  『「丸の内パークビルディング」・「三菱一号館」が4月30 日（木）に竣工～三菱地所の丸の内再構築第2ステージ第1弾プロジェクト～』（プレスリリース）三菱地所株式会社、2009年4月27日。2016年12月22日閲覧。
7. ↑  「丸の内パークビル、商業ゾーンあす開業、36店 日本初出店の店舗も」『日本経済新聞』東京版 15頁 2009年9月2日